# Supercopa de Gabón
La Supercopa de Gabón es una competición de fútbol de Gabón, que anualmente y en un partido único enfrenta a los dos clubes campeones de las dos competiciones más importantes del país: la Primera División de Gabón y la Copa Interclubes de Gabón. Fue creada en 1994 y desde entonces se ha disputado de forma intermitente.

## Historial
| Año         | Ganador           | Resultado    | Finalista         |
| 1994        | MangaSport        |              | AS Sogara         |
| 1995        | Mbilinga FC       |              | MangaSport        |
| 1996 - 2000 | no disputada      | no disputada | no disputada      |
| 2001        | MangaSport        |              | FC 105 Libreville |
| 2002 - 2005 | no disputada      | no disputada | no disputada      |
| 2006        | MangaSport        | 4 - 1        | Téléstars FC      |
| 2007        | FC 105 Libreville | 1 - 0        | MangaSport        |
| 2008        | MangaSport        | 1 - 0        | USM Libreville    |

## Palmarés
| Club              | Número de títulos | Años                   |
| MangaSport        | 4                 | 1994, 2001, 2006, 2008 |
| Mbilinga FC       | 1                 | 1995                   |
| FC 105 Libreville | 1                 | 2007                   |